# No Such Thing
No Such Thing (prèviament titulada Monster, en islandès Skrímsli) és una pel·lícula dramàtica de ficció sobrenatural del 2001 dirigida per Hal Hartley. Explica la història de Beatrice (Sarah Polley), una periodista el promès de la qual és assassinat per un monstre a Islàndia. La història es basa de manera molt lliure en l'èpica anglosaxona Beowulf. Es va projectar a la secció Un Certain Regard al 54è Festival Internacional de Cinema de Canes.

## Argument
Beatrice (Sarah Polley) és una dona jove que treballa en una cadena de televisió sota una dona coneguda només com The Boss (Helen Mirren). Rep una gravació del seu promès Jim, que ha estat enviat com a part d'un petit equip de producció a Islàndia per investigar un monstre que hi viu. Decidida a trobar el seu promès, Beatrice convenç el seu cap que l'enviï a Islàndia, però el seu avió s'estavella. És l'única supervivent i, per tornar a caminar, se sotmet a una cirurgia extremadament dolorosa i radical. Mentre es recupera, fa amistat amb la doctora Anna (Julie Christie), que l'ajuda a viatjar al poble remot on viu el monstre.
Després de convencer a Beatrice perquè begui fins a quedar-se inconscient, els vilatans la despullen i la deixen com a ofrena al mateix Monstre (Robert John Burke), una bèstia grollera i alcohòlica prou gran com per recordar els avantpassats humans arrossegant-se des dels mars. Beatrice no li mostra cap por real, encara que el monstre li diu que ha matat els seus amics i que també podria matar-la a ella. Li diu que vol morir, però és indestructible. En un esforç per obligar a Beatrice a intentar matar-lo, demostra que va matar en Jim i la seva tripulació. Ella li dispara dos cops i ell reacciona amb un dolor evident, però es cura gairebé a l'instant. Li parla d'un científic boig, el doctor Artaud (Baltasar Kormákur, presumiblement anomenat per Antonin Artaud), que havia descobert una manera de matar-lo, però el doctor Artaud se l'havien "emportat amb una camisa de força". Beatrice s'ofereix a ajudar-lo a trobar el doctor Artaud si el monstre ve amb ella a Nova York i li promet que no matarà ningú mentre ell sigui allà.
A Nova York, el monstre es converteix en una celebritat, amb el cap escenificant un frenesí mediàtic mentre busquen el doctor Artaud. Troben que treballa per al govern. Mentre Beatrice es delecta amb l'atenció, el monstre es manté miserable i borratxo. El cap fa un tracte amb un científic del govern per estudiar el monstre i els guàrdies de l'exèrcit se l'han endut ràpidament i l'enganyen fent-lo creure que anirà a veure el doctor Artaud. En canvi, se'l sotmet a experiments tortuosos mentre els científics intenten descobrir la clau de la seva indestructibilitat, un d'ells assenyala que sembla que no pot tolerar informació nova. Un d'aquests experiments implica que el monstre és ridiculitzat i colpejat al carrer per estudiar el seu comportament. El monstre és fidel a la seva promesa a Beatrice i no mata ningú.
Mentrestant, Beatrice coneix per casualitat el doctor Artaud. Amb Margaret (Annika Peterson), una antiga companya de feina de Beatrice, que es penedeix, traben un pla per escapar de tornada a Islàndia amb el monstre. Es fuguen, però són perseguits pel govern, que tem que el monstre i Artaud caiguin en mans equivocades. Artaud construeix una màquina que matarà el monstre. Beatrice s'acomiada amb llàgrimes del monstre i li fa un petó. Quan la màquina s'engega, l'exèrcit asalta el seu amagatall. Mentre les llums s'encenen i s'apaguen i la màquina mou el monstre al seu lloc (en un procés que reflecteix la cirurgia de Beatrice), el monstre i la Beatrice s'enfronten per última vegada. La seva cara parpelleja en la seva visió durant uns quants minuts abans que la pantalla s'ennegreixi.

## Repartiment
- Sarah Polley com a Beatrice
- Robert John Burke com a monstre
- Helen Mirren com a The Boss
- Julie Christie com a Dr. Anna
- Baltasar Kormákur com el Dr. Artaud
- Annika Peterson com a Margaret
- Erica Gimpel com a Judy

## Producció
Per a Hartley, escriure i dirigir No Such Thing va ser com arribar a "el cercle complet per a un cineasta": a principis de la seva carrera havia escrit un guió per a una pel·lícula de terror, revisada després per ser una pel·lícula de vampirs; aquesta pel·lícula no es va fer mai, però No Such Thing reflecteix les seves idees. Es va rodar a Islàndia i la ciutat de Nova York durant setembre i octubre de 2000. Va ser la primera producció de Hartley per a una gran companyia, MGM/United Artists, i Francis Ford Coppola va ser un dels productors executius. La pel·lícula va tenir una mala acollida al Festival Internacional de Cinema de Canes, després del qual l'estudi va demanar que la pel·lícula fos retallada. Hartley es va negar i Coppola li va donar suport. Aquests esdeveniments, i els atemptats de l'11 de setembre de 2001, van complicar la relació amb l'estudi. El llançament, a principis de 2002, va ser discret; després de dues setmanes, només tres sales van mostrar la pel·lícula. Va passar al vídeo domèstic al cap de mesos.
El 2012, el guió de la pel·lícula va estar disponible al lloc web d'Hal Hartley en un llibre que també incloïa els guions de The Book of Life i The Girl From Monday.

## Recepció crítica
No Such Thing va ser mal rebut per la crítica. A Rotten Tomatoes, la pel·lícula té una puntuació d'aprovació del 30% basada en 43 ressenyes amb una valoració mitjana de 5,03/10. El consens dels crítics del lloc web diu: "Amb estrelles talentoses, però sense cap idea clara de què fer amb elles, No Such Thing és, en última instància, massa desigual per recomanar-la". Segons Metacritic, que va mostrar 21 crítiques i va calcular una puntuació mitjana ponderada de 36 sobre 100, la pel·lícula va rebre "crítiques generalment desfavorables".
El crític de cinema Roger Ebert va donar a la pel·lícula una estrella, dient que "No Such Thing és inexplicable, simple, avorrida. Ni tan sols arriba a la maldat entretinguda."